# Symplanodes conjunctor
Symplanodes conjunctor är en insektsart som beskrevs av Ronald Gordon Fennah 1987. Symplanodes conjunctor ingår i släktet Symplanodes och familjen Caliscelidae. Inga underarter finns listade i Catalogue of Life.